# Philippe Debureau
Philippe Debureau   (Hinges, 25 d'abril de 1960) és un jugador d'handbol francès, ja retirat, que va competir durant les dècades de 1980 i 1990.
Amb la selecció nacional jugà 177 partits entre 1985 i 1992, en què marcà 574 gols. El 1992 va prendre part en els Jocs Olímpics de Barcelona, on guanyà la medalla de bronze en la competició d'handbol. A nivell de clubs jugà al Carabiniers de Billy-Montigny, US Dunkerque, Stade Toulousain, Cavigal Nice i USAM Nîmes.